# Cai Yalin
Cai Yalin, né le 3 septembre 1977 à Chengde, est un tireur sportif chinois.

## Carrière
Cai Yalin participe aux Jeux olympiques de 2000 à Sydney où il remporte la médaille d'or dans l'épreuve de la carabine 10 mètres.